# 가브리 베이가
가브리엘 "가브리" 베이가 노바스(스페인어: Gabriel "Gabri" Veiga Novas, 2002년 5월 27일 ~ )는 스페인의 축구 선수이다. 그의 포지션은 공격형 미드필더로, 현재 포르투갈 프리메이라리가의 포르투에서 활약하고 있다.

## 클럽 경력
갈리시아 지방, 폰테베드라도 오 포리뇨에서 태어난 베이가는 셀타 비고의 유소년 아카데미를 졸업하였다. 2019년 8월 25일, 그는 2-2로 비긴 인테르나시오날 데 마드리드와의 세군다 디비시온 B 원정 경기에서 선발로 출전해 17세의 나이로 리저브 팀 소속으로 성인팀 데뷔전을 치렀다.
2019년 12월 1일, 베이가는 6-1로 패한 CD 아틀레티코 발레아레스와의 경기에서 첫 골을 기록했다. 이듬해 9월 19일, 그는 2-1로 이긴 발렌시아와의 홈경기에서 막판에 헤이손 무리요와 교체 투입되어 1군과 라리가 데뷔전을 치렀다.
2022년 9월 10일, 베이가는 4-1로 패한 아틀레티코 마드리드와의 원정 경기에서 프로 데뷔골을 기록했다. 이듬해 1월 11일, 그는 등번호 24번을 받으면서 1군으로 승격되었다.